# 헌팅 오브 힐하우스
《헌팅 오브 힐하우스》(영어: The Haunting of Sharon Tate)는 미국에서 제작된 대니얼 퍼랜즈 감독의 2019년 공포 스릴러 영화이다. 찰스 맨슨과 수전 앳킨스 등 맨슨 패밀리에게 살해된 배우 샤론 테이트의 실화를 소재로 삼았다.

## 줄거리
배우 샤론 테이트는 언제부턴가 살해당하는 악몽을 꾸기 시작한다.
1969년. 남편 로만 폴란스키가 차기작 "돌고래 알파" 각본을 완성하기 위해 유럽에 남은 상태에서 샤론은 임신한 몸으로 홀로 미국에 돌아와 친구 제이, 기비, 보이첵과 재회하는데...

## 출연

### 주연
- 힐러리 더프 - 샤론 테이트 역

### 조연
- 조너선 베넷 - 제이 시브링, 옛 연인이자 현 친구 역
- 리디아 허스트 - 애비게일 "기비" 폴저, 친구, 집 봐주는 사람 역
- 파벨 샤이다 - 보이첵 프리카우스키(보이치에흐 프리코프스키), 애비게일의 폴란드인 남자친구 역
- 타일러 존슨 - "텍스" 왓슨, 맨슨 패밀리 역
- 파이블 스튜어트 - 퍼트리샤 "옐로" 크렌윙클, 맨슨 패밀리 역